# Idaea africarabica
Idaea africarabica är en fjärilsart som beskrevs av Edward P. Wiltshire 1949. Idaea africarabica ingår i släktet Idaea och familjen mätare. Inga underarter finns listade i Catalogue of Life.